# Commanders: Attack of the Genos
Commanders: Attack of the Genos (ook wel bekend als Commanders: Attack!) is een turn-based strategyspel ontwikkeld door Southend Interactive. Het werd uitgebracht door Sierra Online op 13 februari 2008 voor Xbox 360 via Xbox Live Arcade. Een versie voor Windows volgde in mei 2008.
Het spel begint in het jaar 1924. De technologie heeft zich zover gevorderd dat het gelukt is om het menselijk genoom te kraken. Als gevolg hiervan werd een nieuw genetisch gemodificeerd organisme gecreëerd, genaamd Genos.  Dit ras werd ontwikkeld om sterker, sneller en beter te zijn dan de mens. De rest van de wereld vond deze ontwikkeling kwalijk.

## Systeemeisen
De volgende systeemeisen zijn minimaal en hebben betrekking tot de Windows-versie.